# Pacy VEF
Pacy Vallée-d'Eure Football was een Franse voetbalclub uit Pacy-sur-Eure.
De club is opgericht in 1932 en speelt in stadion Pacy-Ménilles (capaciteit 2.000 plaatsen).
In 2008 werd de club kampioen in de Championnat de France Amateurs Groep A en promoveerde naar de Championnat National. Ondanks dat de club in 2011 het behoud verzekerde degradeerde de club om financiële redenen. Op 2 juli 2012 ging de club failliet. Een dag later werd navolger Pacy Eure Football Club (PEFC) opgericht.